# Vườn quốc gia Collier Range
Vườn quốc gia Collier Range là một vườn quốc gia thuộc Tây Úc, Úc.